# Jean Drevon
Pour les articles homonymes, voir Drevon.
Jean Drevon, né le 25 octobre 1889 à Saint-Jean-de-Bournay (Isère), ville où il est mort le 7 décembre 1979, est un peintre français, souvent qualifié de « peintre paysan ».

## Biographie
À sa naissance, son père exerce le métier de cultivateur, sa mère étant déclarée ménagère.
Autodidacte, il se passionne pour le dessin et la peinture dès son enfance, où son instituteur décèle ses dons, et il commence à peindre à l'âge de 16 ans, tout en participant aux travaux des champs,. Cette double activité, qu'il mènera toute sa vie, le fait qualifier par la critique de « peintre paysan » ou de « peintre laboureur ».
Durant son service militaire, il perfectionne son art auprès du peintre lyonnais Tony Tollet.
En 1918, il épouse Marie Clotilde Quemin, du village voisin de Charantonnay.
En 1930, il est conseiller municipal de Saint-Jean-de-Bournay.
Il a été membre de la Société Lyonnaise des Beaux Arts et de la Société des artistes français.
Il décède en 1979 à Saint-Jean-de-Bournay, où il est inhumé auprès de son épouse. Sur la stèle de sa tombe, est gravé sous son nom « artiste peintre ».

## Œuvre
Personnages et animaux au travail dans les champs, paysages campagnards des Terres froides, changement des saisons, notamment les scènes de neige, sont ses sujets favoris.
Sa technique principale est la peinture à l'huile sur toile ou sur panneau, mais il a également produit des dessins et aquarelles.

## Expositions
- De son vivant, il expose durant plusieurs années au salon des beaux-arts à Lyon, à la salle Berlioz à Vienne et à Loire-sur-Rhône[10],[6].
- Expositions posthumes : on peut noter la tenue d'expositions temporaires au musée Drevon à Saint-Jean-de-Bournay[11] et en 2023 à la grange Chevrotière à Artas[12].

## Collections publiques
En 1930, après avoir été remarquée au salon de Lyon , sa toile intitulée Sous la neige est acquise par l'État ; elle est maintenant attribuée au musée national d'Art moderne (MNAM).

## Distinctions et hommages
- En son honneur, est inauguré en 1981 le « musée Drevon », situé au jardin de ville de Saint-Jean-de-Bournay[11].
- Une voie de cette commune porte son nom[14].